# Frost (album)
Pour les articles homonymes, voir Frost.
Albums de Enslaved
Vikingligr Veldi
(1994) Eld
(1997)
Frost est le deuxième album studio du groupe de Black metal norvégien Enslaved. L'album est sorti en 1994 chez Osmose Productions.
C'est à partir de cet album que le groupe a décidé d'incorporer des éléments de Viking metal à sa musique, le nom "Viking metal" apparait d'ailleurs sur la dernière page du livret à l'intérieur de la pochette de l'album.
Il s'agit pour l'instant de l'album le plus violent et le plus extrême de la discographie d'Enslaved.
Il s'agit du dernier album avec Trym Torson, qui a été produit peu avant son départ pour rejoindre le groupe Emperor. C'est donc le dernier album avec la formation originale d'Enslaved

## Musiciens
- Grutle Kjellson - Chant, Basse
- Ivar Bjørnson - Guitare, Claviers
- Trym Torson - Batterie

## Liste des morceaux
1. Frost - 2:52
2. Loke - 4:22
3. Fenris - 7:16
4. Svarte Vidder - 8:43
5. Yggdrasil - 5:23
6. Jotunblod - 4:07
7. Gylfaginning - 7:21
8. Wotan - 4:12
9. Isoders Dronning - 7:45